# Bystrá (powiat Stropkov)
Bystrá – wieś (obec) na Słowacji położona w kraju preszowskim, w powiecie Stropkov. Pierwsze wzmianki o miejscowości pochodzą z roku 1405.
Według danych z dnia 31 grudnia 2012, wieś zamieszkiwały 32 osoby, w tym 21 kobiet i 11 mężczyzn.
W 2001 roku pod względem narodowości i przynależności etnicznej 52,63% mieszkańców wsi było Słowakami, a 47,37% Rusinami.
Ze względu na wyznawaną religię struktura mieszkańców kształtowała się w 2001 roku następująco:
- Katolicy rzymscy – 2,63%
- Grekokatolicy – 92,11%
- Prawosławni – 5,26%